# Confédération de défense des commerçants et artisans
Pour les articles homonymes, voir CDCA.
 (février 2014).
Si vous disposez d'ouvrages ou d'articles de référence ou si vous connaissez des sites web de qualité traitant du thème abordé ici, merci de compléter l'article en donnant les références utiles à sa vérifiabilité et en les liant à la section « Notes et références ».
La Confédération de défense des commerçants et artisans (ou couramment abrégé CDCA) est un ancien syndicat patronal français dont l'objectif était la défense des intérêts des petits commerçants, artisans et travailleurs indépendants contre le monopole de la sécurité sociale et le poids du système fiscal et des cotisations devenant de plus en plus importantes, le tout dans une optique dite de défense du contribuable.

## Histoire
Le Comité de défense des commerçants et artisans bretons (CDCA) a été fondé en 1968 en Bretagne par trois Quimperlois : Alphonse Isaac, Francis Derrien et André Blayo qui deviendra quelques années plus tard président de la Chambre des Métiers du Finistère. Ce comité d'artisans et de petits commerçants avait pour but de faire en sorte que les régimes de retraite et de couverture maladie soient identiques, sur le plan des cotisations et des garanties, à la Sécurité Sociale, ce qu'avaient refusé les Poujadistes à la fin de la guerre. Des contacts eurent lieu avec le mouvement créé par Gérard Nicoud, mais les responsables bretons s'aperçurent assez vite que celui-ci était sous dépendance politique et la fusion n'eut pas lieu. Rapidement ensuite, le mouvement breton fut noyauté par des politiques (RPR) et plusieurs de ses membres quittèrent ses rangs, laissant la place à ce qui allait devenir le CDCA national avec Madame Donnaint comme déléguée en Bretagne. 
En 1973, création à Paris du CASAC (Comité d'Action Social des Artisans et Commerçants).
Sous l'impulsion de Jacques Villard, création à Montpellier en 1978 du Comité d'Organisation Sociale des Artisans et Commerçants (COSAC). Jacques Villard en restera le Président jusqu'en 1982. Le CASAC disparaît alors. Ses membres se fondent dans le COSAC.
Une fracture intervient en 1982. L'ancien Président du CASAC, Claude André, prend en mains le COSAC à la suite d'un accord avec des proches de François Mitterrand. Les cadres le suivent dans une grande majorité. La base le quitte. Le siège est transféré à Beaucaire.
Sous l'impulsion de Jacques Villard naît alors le CDAC (Comité de Défense des Artisans et Commerçants) avec comme Président Laurent Palmier. Le siège de l'organisation est installé à Mauguio et à Vendargues.
Christian Poucet sort de l'ombre et devient l'adjoint direct de Jacques Villard. Pierre Poujade accepte le poste de conseiller de l'organisation. Maître Jacques Martin, futur adjoint de Georges Frêche et bâtonnier de l'ordre à Montpellier, assure la défense des membres du mouvement syndicaliste. Michel Baroin, qui suit le mouvement depuis sa création, accorde le concours de la banque de la GMF, la BCCM au travers de la Coopérative Française de Négoce et de Production.
En 1985, le CDAC de l'Hérault fusionne à Paris avec le CDCA (Comité de Défense des Commerçants et Artisans) de Bretagne. Le processus est ratifié à Lunel par un certain nombre de petites organisations du syndicalisme patronal contestataire.
Le CDCA National, qui s'étendra par la suite aux agriculteurs et aux professions libérales, est créé. Son objectif est de lutter pour la révision de la couverture sociale des indépendants. Marie-Hélène Donnaint en est la présidente, Christian Poucet en est élu secrétaire national.
En 1990, le Comité se transforme en une Confédération : le CDCA devient la Confédération de Défense des Commerçants, Artisans, Agriculteurs et Professions Libérales. 
1992  : création du CDCA Européen ou CDCAE. Son siège est à Bruxelles et Christian Poucet en assume la présidence. 
Le CDCA Européen devient une filiale du CDCA National jusqu'en septembre 1996, lorsque le CDCA éclate en deux organisations. 
Christian Poucet démissionnera cette même année de son poste de secrétaire national du CDCA pour continuer d'occuper la fonction de président de la CDCAE jusqu'à son assassinat, non élucidé, le lundi 29 janvier 2001 alors qu'il se trouvait dans les bureaux de sa société, le CDCI, à Baillargues (Hérault). En mai 2001 sera créée l'Association Christian Poucet qui réunit ses membres à chaque date anniversaire de la mort de Christian Poucet. Quelques mois plus tôt, un autre dirigeant de la CDCA, Philippe Wargnier, était mort dans un accident d'avion inexpliqué.
Au lendemain de l'assassinat de Christian Poucet, le 30 janvier 2001, Pierre Vérot  sera désigné comme le nouveau président de la CDCA Européenne. Il procédera dans les années suivantes à la fermeture définitive des 40 bureaux du CDCAE, sans tambour ni trompette.  
À la fin de 2011, la publication de L'Assassinat du docteur Godard par Éric Lemasson met en lumière une piste financière, voire mafieuse, au sujet de l'affaire Godard, en s'appuyant sur une série d'assassinats autour de la CDCA dont Yves Godard était un membre très actif. Mais s'il a bien pointé les liens entre la CDCA et Yves Godard, le SRPJ de Montpellier a, semble-t-il, été dans l'impossibilité matérielle de les établir de manière déterminante pour faire avancer l'enquête.
La CDCA a pu compter jusqu'à 200 000 adhérents ; elle incitait ses ressortissants à suspendre les paiements des cotisations maladie et vieillesse.
Elle a longuement été en opposition avec la législation des caisses de sécurité sociale du régime des travailleurs indépendants : Organic, Cancava, caisses remplacées aujourd'hui par le Régime Social des Indépendants (RSI) . 
Ce syndicat contestait le monopole des caisses obligatoires pour les indépendants travaillant sur le sol français. Cette contestation s'appuyait sur la non-application d'une Directive européenne de 1992.

## Filmographie
- Docteur Godard - L'homme qui voulait tout quitter épisode 4, Reportages découverte du 26/03/2023, TF1.